# Сипін (місто)
Сипін (кит. спр. 四平市, піньїнь: Sìpíng Shì) — місто-округ в китайській провінції Цзілінь. 

## Географія
Сипін розташовується у південній частині провінції.

### Клімат
Місто знаходиться у зоні, котра характеризується вологим континентальним кліматом зі спекотним літом. Найтепліший місяць — липень із середньою температурою 23.9 °C (75 °F). Найхолодніший місяць — січень, із середньою температурою -15 °С (5 °F).
| Клімат Сипіна           | Клімат Сипіна | Клімат Сипіна | Клімат Сипіна | Клімат Сипіна | Клімат Сипіна | Клімат Сипіна | Клімат Сипіна | Клімат Сипіна | Клімат Сипіна | Клімат Сипіна | Клімат Сипіна | Клімат Сипіна | Клімат Сипіна |
| Показник                | Січ.          | Лют.          | Бер.          | Квіт.         | Трав.         | Черв.         | Лип.          | Серп.         | Вер.          | Жовт.         | Лист.         | Груд.         | Рік           |
| Абсолютний максимум, °C | 5             | 12            | 17            | 27            | 32            | 36            | 35            | 32            | 30            | 23            | 17            | 8             | 36            |
| Середній максимум, °C   | −8            | −3            | 4             | 15            | 22            | 27            | 28            | 27            | 22            | 14            | 3             | −5            | 12            |
| Середня температура, °C | −14           | −9            | −2            | 8             | 15            | 21            | 23            | 22            | 16            | 7             | −2            | −10           | 6             |
| Середній мінімум, °C    | −20           | −16           | −8            | 1             | 8             | 15            | 19            | 17            | 10            | 1             | −7            | −16           | 0             |
| Абсолютний мінімум, °C  | −32           | −30           | −30           | −20           | −2            | 6             | 12            | 8             | −2            | −12           | −22           | −31           | −32           |
| Норма опадів, мм        | 0             | 0             | 10            | 20            | 50            | 100           | 160           | 120           | 60            | 40            | 10            | 0             | 620           |
| Днів з дощем            | 1             | 1             | 2             | 4             | 8             | 9             | 12            | 10            | 8             | 6             | 2             | 2             | 69            |
| Вологість повітря, %    | 68            | 62            | 55            | 52            | 51            | 66            | 78            | 80            | 74            | 66            | 63            | 68            | 65            |
| ----------------------- | ------------- | ------------- | ------------- | ------------- | ------------- | ------------- | ------------- | ------------- | ------------- | ------------- | ------------- | ------------- | ------------- |
| Джерело: Weatherbase    |               |               |               |               |               |               |               |               |               |               |               |               |               |

## Адміністративний поділ
Міський округ поділяється на 2 міські райони, 1 місто та 2 повіти (один з них є автономним):
| Карта                                     | Карта         | Карта          | Карта            |
| ----------------------------------------- | ------------- | -------------- | ---------------- |
| Шуанляо Лішу ① Тєдун Їтун-Маньчжур ① Тєсі |               |                |                  |
| Статус                                    | Назва         | Оригінал       | Населення (2020) |
| Район                                     | Тєдун         | 铁东区         | 313 650          |
| Район                                     | Тєсі          | 铁西区         | 314 307          |
| Місто                                     | Шуанляо       | 双辽市         | 317 758          |
| Повіт                                     | Лішу          | 梨树县         | 537 145          |
| Автономний повіт                          | Їтун-Маньчжур | 伊通满族自治县 | 331 873          |